# Challenger (album Memphis May Fire)
Challenger – trzeci album długogrający amerykańskiego zespołu Memphis May Fire, który został wydany 26 czerwca 2012 roku przez Rise Records.
Zajął 16. miejsce w notowaniu Billboard 200, 4 w Alternative Albums, 21 w Digital Albums, 3 w Hard Rock Albums, 3 w Independent Albums, 5 w Top Rock Albums, 16 w Top Album Sales. Płyta sprzedała się w ponad 18 tysiącach egzemplarzy w pierwszy tydzień po wydaniu.

## Lista utworów
Wszystkie teksty zostały napisane przez Matty'ego Mullinsa, a muzyka skomponowana przez Kellena McGregora i Memphis May Fire.
| Nr                 | Tytuł                                                           | Długość |
| ------------------ | --------------------------------------------------------------- | ------- |
| 1.                 | "Without Walls"                                                 | 1:42    |
| 2.                 | "Alive in the Lights"                                           | 4:11    |
| 3.                 | "Prove Me Right"                                                | 4:08    |
| 4.                 | "Red in Tooth & Claw"                                           | 4:14    |
| 5.                 | "Vices"                                                         | 4:08    |
| 6.                 | "Legacy"                                                        | 4:04    |
| 7.                 | "Miles Away" (featuring Kellin Quinn of Sleeping with Sirens)   | 4:12    |
| 8.                 | "Jezebel"                                                       | 4:21    |
| 9.                 | "Losing Sight" (featuring Danny Worsnop ex – Asking Alexandria) | 3:40    |
| 10.                | "Generation: Hate"                                              | 4:27    |
| 11.                | "Vessels"                                                       | 2:46    |
| Całkowita długość: | Całkowita długość:                                              | 41:52   |

## Twórcy
- Memphis May Fire
  - Matty Mullins – wokal prowadzący, keyboard
  - Kellen McGregor – gitara prowadząca, wokal wspierający
  - Anthony Sepe – gitara rytmiczna
  - Cory Elder – gitara basowa
  - Jake Garland – perkusja